# 송도순
송도순(宋道順, 1949년 7월 15일 ~ )은 대한민국의 성우 출신 방송인이다. 1967년 TBC 동양방송 공채 3기 성우로 입사하였으나 현재는 KBS 한국방송공사 공채 9기로 분류된다. 한국방송 성우극회 소속.

## 생애
1949년 7월 15일 5남매중 막내로 서울특별시(당시 서울특별자유시)에서 태어났다. 부모는 황해도 출신으로, 일제 강점기 해방 직후 월남했다. 출생 이듬해인 1950년, 한국 전쟁이 발발하여 군산으로 피난길에 오른 후 다시 서울로 돌아와 혜화초등학교를 졸업했다. 중앙대학교 연극영화과를 진학한 후 교수의 추천으로 성우시험에 응시해, 1967년 TBC 동양방송 공채 3기 수석으로 입사하며 성우 생활을 시작했다.

## 가족관계
- 남편: 박희민
- 아들: 박준혁
- 며느리: 채자연
- 손자: 박강민
- 손녀: 박채연

## 주요 출연작

### 애니메이션
- 101마리 강아지 1/2 - 크루엘라
- 달려라 호돌이(MBC) - 호돌이
- 마이티 마우스(MBC)
- 말괄량이 뱁스(MBC) - 버스터 바니
- 수퍼보이(MBC) - 수퍼보이
- 이야기 천국
- 키다리 아저씨(MBC)
- 톰과 제리(MBC) - 해설

### 특촬물
- 파워레인저 젠카이저(대원방송) - 봉미화

### 영화
- 3인의 거장이 본 뉴욕인생(KBS)
- 누가 쌌노? - 배우로 출연

### 외화
- 아빠, 뭐하세요?(KBS) - 질

### 광고
- 현대약품 - 카랜비타
- 아이월드 - 씨몽키
- 동서식품 - 우유친구 제티 (내레이션/이야기)
- 맥도날드 후렌치 후라이
- AIA생명 (모델로 출연)
- 예다함

### 방송
- 동화나라 꿈동산(KBS)
- 놀러와(MBC)
- 체험 삶의 현장(KBS)
- 피플 세상속으로(KBS)
- 기분 좋은 날(MBC)
- 생방송 오늘 아침(MBC)
- 휴먼다큐 사람이 좋다(mbc)
- 스타부부쇼 자기야(SBS)
- 잘먹고 잘사는법(SBS)
- 퀴즈쇼 사총사(KBS)
- 여유만만(KBS)
- 좋은 아침(SBS)
- 테마여행 길을 걷다(KBS)
- TV쇼 진품명품(KBS)
- 퀴즈탐험 신비의 세계(KBS)
- 6시 내고향(KBS)
- 퀴즈쇼 곱하기 9(SBS)
- LA아리랑(SBS)
- 성우 빅 쇼(SBS 라디오)
- 1 VS 100(KBS)
- 결혼의 여신(SBS)
- 다문화 고부 열전(EBS)
- 내 아이를 부탁해(KBS)

### 드라마
- 웬만해선 그들을 막을 수 없다(SBS)

### 라디오 DJ / TV MC
- 싱글벙글쇼 (MBC 표준FM)
- 정오의 희망곡 (MBC FM4U)
- 함께 가는 저녁길 (TBS FM)
- 생방송 아침의 창 (MBC)
- 그대 이름은 여성 (SBS)
- 정보특급, 행복 만들기 (SBS)